# Tropidophis feicki
Tropidophis feicki är en kräldjursart som beskrevs av den amerikanske herpetologen Schwartz 1957. Tropidophis feicki är en orm som ingår i släktet Tropidophis, och familjen Tropidophiidae. Inga underarter finns listade i Catalogue of Life.

## Utseende
Arten blir upp till 50,5 cm lång. Hos Tropidophis feicki är huvudet tydlig bredare än halsen. Ormen har lena fjäll och en ljus grundfärg samt 17 till 26 mörka band.

## Utbredning
T. feicki är en art som är endemisk på Kuba.

## Ekologi
Denna orm vistas vanligen på marken men den kan klättra i träd och i annan växtlighet. Arten jagar främst anolisar (Anolis). Individer i fångenskap matades framgångsrik med unga möss som inte fått päls än. T. feicki rullar ihop sig till en boll när den känner sig hotade. Honor föder levande ungar (vivipari). Exemplar i fångenskap födde ungefär åtta ungar per kull som var 14,4 till 18,5 cm långa och 2,1 till 3,5 g tunga.